# Dyschlorodes bicolor
Dyschlorodes bicolor là một loài bướm đêm trong họ Geometridae.